# Ячмень двурядный
Ячме́нь двуря́дный, или Ячмень голозёрный (лат. Hōrdeum dīstichon) — вид травянистых растений из рода Ячмень семейства Злаки (Poaceae).
Этот ячмень часто называют «пивоваренным ячменём».

## Ботаническое описание

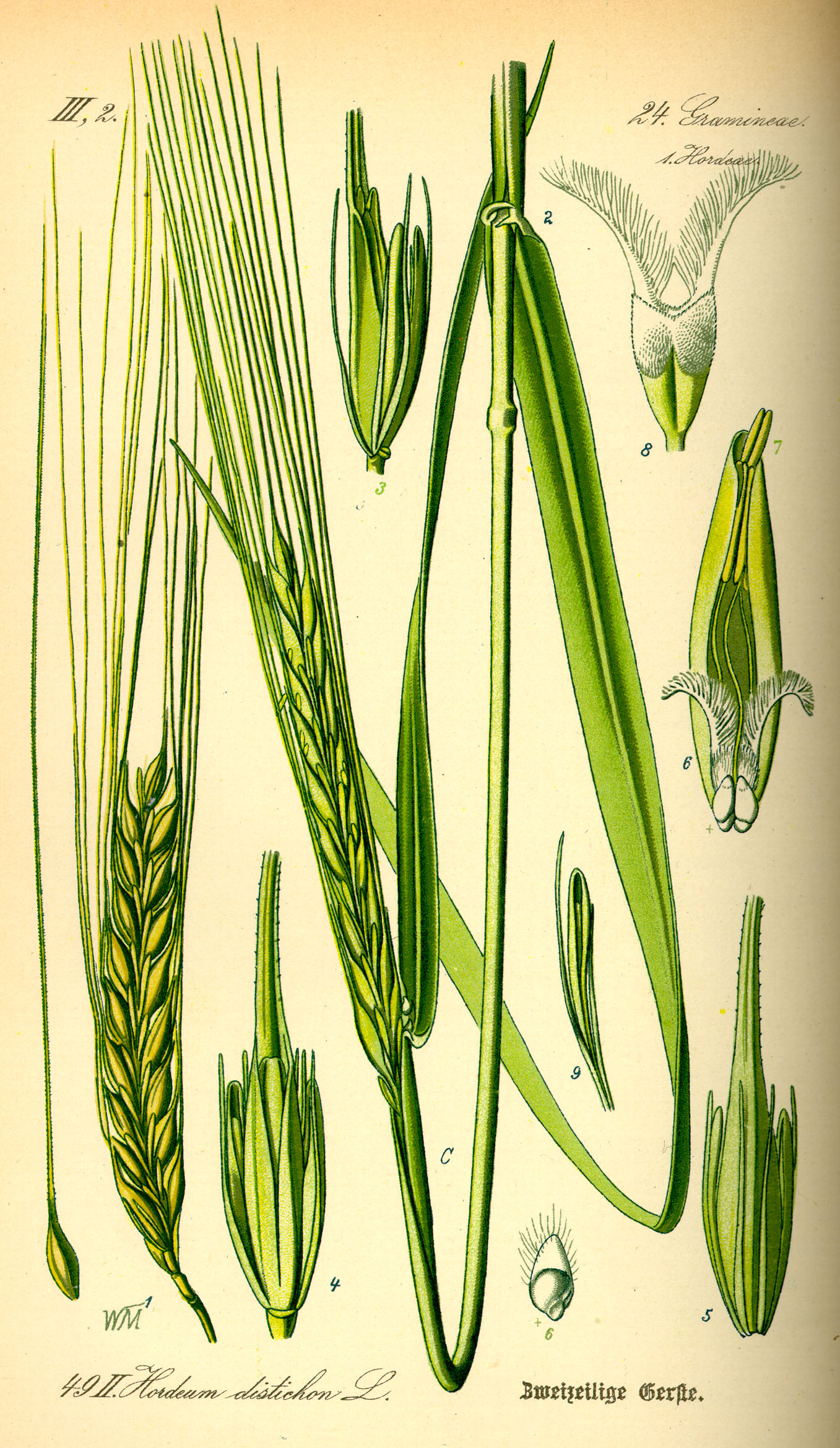

У ячменя двурядного крупные полные зёрна с обычно тонкой волнистой оболочкой. Поэтому в таком ячмене содержится много ценных экстрактивных веществ и мало плёнок, а следовательно, меньше дубильных и горьких веществ. Все зёрна одинаковые, содержание экстракта высокое. Двурядный ячмень, как правило, яровой и объединяет в себе все преимущества, важные для приготовления солода и пива.
Колос ячменя двухрядного состоит из двух правильных рядов зёрен, так как зерно развивается только в среднем колоске с каждой стороны стержня.

## Ботаническая классификация

### Синонимы
По данным The Plant List на 2013 год, в синонимику вида входят:
- Hordeum aestivum Haller, nom. inval.
- Hordeum anglicum R.E.Regel, nom. inval.
- Hordeum bohemicum R.E.Regel, nom. inval.
- Hordeum chevalieri R.E.Regel, nom. inval.
- Hordeum colchicum R.E.Regel, nom. inval.
- Hordeum deficiens Steud. ex A.Braun
- Hordeum elisabethpolense R.E.Regel, nom. inval.
- Hordeum eriwanense R.E.Regel, nom. inval.
- Hordeum europaeum R.E.Regel, nom. inval.
- Hordeum germanicum R.E.Regel, nom. inval.
- Hordeum glabrum R.E.Regel, nom. inval.
- Hordeum imberbe Ard. ex Roem. & Schult., nom. inval.
- Hordeum irregulare A.E.Åberg & Wiebe
- Hordeum kentii R.E.Regel, nom. inval.
- Hordeum korshinskianum R.E.Regel, nom. inval.
- Hordeum laxum R.E.Regel, nom. inval.
- Hordeum lenkoranicum R.E.Regel, nom. inval.
- Hordeum monticola R.E.Regel, nom. inval.
- Hordeum nudideficiens R.E.Regel, nom. inval.
- Hordeum nudum (L.) Ard.
- Hordeum nudum Schult.
- Hordeum praecocius R.E.Regel, nom. inval.
- Hordeum princeps R.E.Regel, nom. inval.
- Hordeum richardsonii R.E.Regel, nom. inval.
- Hordeum scandinavicum R.E.Regel, nom. inval.
- Hordeum suecicum R.E.Regel, nom. inval.
- Hordeum turkestanicum R.E.Regel, nom. inval.
- Hordeum vilmorianum R.E.Regel, nom. inval.
- Hordeum volhynicum R.E.Regel, nom. inval.
- Hordeum werneri R.E.Regel, nom. inval.
- Hordeum wolgense R.E.Regel, nom. inval.
- Hordeum zeocrithon L.
- Zeocriton commune P.Beauv.
- Zeocriton distichon (L.) P.Beauv.
- Zeocriton vulgare Gray, nom. illeg.

## Защита ячменя от болезней
Для защиты посевов от болезней необходимо проводить:
- тщательную предпосевную обработку семян;
- обработку почвы и её удобрение;
- строгое соблюдение севооборота;
- тщательный контроль за посевами.